# Kerivoula papillosa
Kerivoula papillosa (Temminck, 1840) è un pipistrello della famiglia dei Vespertilionidi diffuso nell'Ecozona orientale.

## Descrizione

### Dimensioni
Pipistrello di piccole dimensioni, con la lunghezza dell'avambraccio tra 39 e 49 mm, la lunghezza della coda tra 49 e 56 mm, la lunghezza delle orecchie tra 14 e 17 mm e un peso fino a 13 g.

### Aspetto
La pelliccia è lunga e lanosa. Le parti dorsali sono marroni con la punta dei peli rossastra, mentre le parti ventrali sono grigiastre con la base dei peli più scura. Il muso è lungo, appuntito e rosato. Gli occhi sono piccolissimi. Le orecchie sono lunghe, strette, ben separate, a forma di imbuto e con una concavità sul bordo posteriore appena sotto l'estremità arrotondata. Il trago è lungo, affusolato, curvato in avanti e con un piccolo lobo alla base. Le membrane alari sono marroni e attaccate posteriormente alla base degli artigli delle dita dei piedi, i quali sono relativamente grandi. La lunga coda è completamente inclusa nell'ampio uropatagio, il quale ha il margine libero frangiato con piccole papille. Il cariotipo è 2n=38 FNa=52.

### Ecolocazione
Emette ultrasuoni ad alto ciclo di lavoro sotto forma di impulsi di breve durata a frequenza modulata iniziale di 154,4-187,2 kHz, finale di 46,4-83,2 kHz e massima energia a 61,6-136,8 kHz

## Biologia

### Comportamento
Si rifugia singolarmente o in gruppi fino a 14 individui nelle piccole cavità degli alberi e all'interno di canne di bambù.

### Alimentazione
Si nutre di insetti.

### Riproduzione
Femmine gravide con un embrione sono state catturate nel Borneo a metà giugno.

## Distribuzione e habitat
Questa specie è diffusa in Indocina e in Indonesia fino a Sulawesi e al Borneo settentrionale.
Vive nelle foreste pluviali di pianura e semi-decidue di dipterocarpi.

## Tassonomia
Sono state riconosciute 2 sottospecie:
- K.p.papillosa: Sumatra, Giava, Borneo settentrionale e occidentale, Sulawesi centrale e nord-orientale, Buton;
- K.p.malayana (Chasen, 1940): Vietnam settentrionale e meridionale, Laos nord-orientale, Cambogia centrale, Thailandia peninsulare e Penisola malese.

## Conservazione
La IUCN Red List, considerato il vasto areale, la relativa abbondanza e la mancanza di minacce, classifica K.papillosa come specie a rischio minimo (Least Concern)).